# Vinkovačka kultura
Vinkovačka kultura je naziv za materijalnu i duhovnu kulturu većeg dijela stanovnika kontinentalne Hrvatske i Srijema, te južne Mađarske, u razdoblju od svršetka bakrenoga doba (oko 2300. g. pr. Kr.) do početka srednjeg brončanoga doba (oko 1600. g. pr. Kr.).

### Područje rasprostiranja
Eponimni lokalitet vinkovačke kulture su Vinkovci, na čijoj je tržnici 1966. g. Stojan Dimitrijević prvi puta izdvojio ovu kulturu. Vinkovačka kultura se na istok rasprostirala po cijeloj Slavoniji i Srijemu, gotovo do ušća Save u Dunav. Na jugu je prešla Savu zauzimajući nizinska područja sve do planina sjeverne Bosne. Na zapad je prodrla barem do linije Bjelovar –Križevci, a po svoj prilici i dalje, do sjevernog Velebita, uz moguć prodor sve do Istre. Na sjeveru je prešla Dravu, šireći se sve do Blatnog jezera. Mađarski arheolozi je nazivaju Somogyvar kulturom. Širenje kulture na zapad postupno je dovelo do izmještanja njezinog središta, te čak do njezina povlačenja iz Srijema i istočne Slavonije, gdje njezino područje početkom srednjeg brončanoga doba zauzimlje vatinska kultura.

### Naselja, groblja i kronologija
Na eponimnom lokalitetu u Vinkovcima, vinkovačka kultura je zastupljena u sloju koji se nalazi iznad B2 stupnja vučedolske kulture, a ne iznad najmlađe faze vučedolske kulture, čiji se istodobni lokaliteti nalaze zapadnije. To dokazuje i situacija s lokaliteta Rudine kod Križevaca, gdje se nalazi vučedolske keramike stupnja c i nalazi vinkovačke keramike javljaju u istome sloju.
Što se kronologije svršetka vinkovačke kulture tiče, znakovit je inventar jedne vinkovačke jame u kojoj je nađena i jedna posuda srednjebrončanodobne vatinske kulture, dokazujući nam tako da konac vinkovačke kulture valja datirati u početak srednjeg brončanoga doba. 
Nosioci vinkovačke kulture su za svoja naselja često izabirali položaje na istacima koje su prije toga nastavali nosioci vučedolske kulture. Naselja su se često nalazila i na visokim riječnim terasama (Gradina na Bosutu, Gradac na Vučedolu i dr.). Naselje u Vinkovcima imalo je karakter neolitičko-eneolitičkoga tella.
Način ukopa nosilaca vinkovačke kulture zasad je nedovoljno poznat. Četiri groba s nekropole u Belegišu pokazuju biritualnu tradiciju: inhumaciju u zgrčenom položaju („hocker“) i incineraciju.

### Keramoprodukcija
Velik dio keramičke produkcije vinkovačke kulture nastaje u tradiciji vučedolske kulture, što se odnosi i na tehniku ukrašavanja finih posuda urezivanjem i nanošenjem bijele inkrustacije, no repertoar dekorativnih motiva je znatno manji (trake, trokuti, šahovnice), kao i udio dekorativnih posuda u ukupnoj produkciji. Oblici posuda često održavaju oblike i izgled posuda od brončanoga lima. Među keramičkim oblicima nova je zdjela sa širokim obodom i više drški. Tipični su i trbušasti vrčevi s visokim cilindričnim vratom i trakastom drškom koja spaja vrat i trbuh posude, kao i velike cilindrične vaze s ravnim dnom i dvije male horizontalne bušene bradavičaste drške na obodu. Grubo je posuđe uglavnom vrlo slično vučedolskom te je ukrašeno barbotinom i metličastim ornamentom, te rebrima s utiscima prsta. Nalazi zdjela s više drški i vrčeva s jednom drškom tipičnih vinkovačkih oblika među nalazima cetinske kulture, dokazuju da je utjecaj vinkovačke kulture bio jak i izvan njezina matičnog područja.

### Zlatni nalazi
Razdoblju ranog brončanoga doba, tijekom kojeg je vinkovačka kultura bila glavnom kulturnom pojavom na tlu sjeverne Hrvatske, pripadaju i tri izuzetno zanimljiva zlatna nalaza: garnitura ženskog nakita iz Orolika kod Vinkovaca, garnitura nakita iz okolice Zagreba, i masivna zlatna narukvica iz Bilja u Baranji.
Garnitura ženskog nakita iz Orolika, bila je namijenjena ukrašavanju prsiju i glave. Njezin je središnji dio velika okrugla pektoralna ploča od zlatnog lima na kojoj je tehnikom iskucavanja i punciranja izveden motiv pet krugova solarnih simboličkih konotacija. Brojni mali i tanki zlatni privješčići vjerojatno su bili nanizani u ogrlicu. Garnitura također sadrži i dvije veće i dvije manje spiralno savijene vitice za kosu.
Garnitura nakita iz okolice Zagreba, sadrži trake od zlatnog lima i zlatne tutule, stožaste limene ukrase koji su vjerojatno ukrašavali bokove i leđa neke istaknute ženske osobe toga vremena.
Najvrjedniji nalaz vinkovačke kulture, i jedan od najzanimljivijih prapovijesnih nalaza s područja Hrvatske uopće je lijevana masivna zlatna narukvica iz Bilja u Baranji, koja se čuva u bečkom Prirodoslovnom muzeju. Površina narukvice je ukrašena motivima okruglih sfernih ispupčenja i tzv. spiralnih kuka, očitih solarnih simboličkih konotacinja, izvedenih u stilu radionica Hajdusamson-Apa. Stoga iste dekorativne motive susrećemo i na mačevima tipa Apa. Analizom zlata iz kojeg je narukvica izlivena, utvrđeno je da ono, kao po svoj prilici i sama narukvica, potječe iz Karpatske kotline, i to iz njezina središnjeg dijela (današnje sjeveroistočne Mađarske ili sjeverozapadne Rumunjske), a na to ukazuje i dekoracija stila Hajdusamson-Apa. Arheolozi su je datirali u 16. st. pr. Kr., što bi kronološki odgovaralo poznoj fazi vinkovačke kulture.